# ヴラディッツァ・グルイッチ
ヴラディツァ・グルイッチ（セルビア語: Bлaдицa Гpуjић, Vladica Grujić、1962年10月22日 - ）は、セルビア出身のサッカー指導者、元サッカー選手。選手時代のポジションはフォワード（FW）。

## 来歴
セルビアに生まれ、旧ユーゴスラビア1部リーグのFKラドニチュキ・ニシュなどでプレー。空中戦に強く、相手守備陣の穴を素早く見抜くことを得意としていた。OFKベオグラードでプレーした後はオーストリアのクラブを渡り歩き、2000年より選手兼任で指導者に転じた。
UEFA指導者講習での同期にはランコ・ポポヴィッチがおり盟友となった。
2011年には、現役時代に指導を受けていたハンス・ペーター・シャーラー (Hans-Peter Schaller) 監督の下、ラオス代表のコーチを務めた。
2013年、Jリーグ・FC東京で監督を務めるポポヴィッチの右腕として訪日。コーチとして、ポジショニングを整え攻守の切り替えの質を高めることに力を注いだ。
2014年、ポポヴィッチが監督に就任したセレッソ大阪のヘッドコーチに就任。同年6月、ポポヴィッチの解任に伴い契約解除。同年11月からはポポヴィッチと共にレアル・サラゴサで指導。

## 所属クラブ
- 1984年7月-1985年6月  FKラドニチュキ・ニシュ[1]
- OFKベオグラード[4]
- LUVグラーツ (de) [3]
- 1993年7月[3]-1993年12月  VSEザンクト・ペルテン[1]
- 1994年1月[3]-1995年6月  SVオーバーヴァルト (de) [1]
- 1995年7月[3]-1996年6月  SVシュピッタール (en) [1]
- 1996年7月[3]-1997年6月  SAKクラーゲンフルト (en)
- 1997年7月[3]-1998年12月  FCグラートコルン (en)
- 1999年1月[3]-2000年12月  SVフラヴィア・ソルヴァ (de)
- 2001年[3]  SVグラインシュテッテン (de)

## 個人成績
| 1984-85              | ラドニチュキ          |                | プルヴァ     |          |          |                |                |          |          |
| オーストリア         | オーストリア          | オーストリア   | オーストリア | リーグ戦 | リーグ戦 | オーストリア杯 | オーストリア杯 | 期間通算 | 期間通算 |
|                      | グラーツ              |                |              |          |          |                |                |          |          |
| 1993-94              | VSEザンクト・ペルテン |                | ブンデス     | 11       | 1        |                |                |          |          |
| 1994-95              | オーバーヴァルト      |                | エアステ     |          |          |                |                |          |          |
| 1995-96              | シュピッタール        |                | エアステ     |          |          |                |                |          |          |
| 1996-97              | クラーゲンフルト      |                | レギオナル   |          |          |                |                |          |          |
| 1997-98              | グラートコルン        |                | レギオナル   |          |          |                |                |          |          |
| 1998-99              | グラートコルン        |                | レギオナル   |          |          |                |                |          |          |
| フラヴィア・ソルヴァ |                       |                | レギオナル   |          |          |                |                |          |          |
| 1999-00              |                       | ランデス       |              |          |          |                |                |          |          |
| 通算                 | ユーゴスラビア        | ユーゴスラビア | プルヴァ     |          |          |                |                |          |          |
| 通算                 | オーストリア          | オーストリア   | ブンデス     |          |          |                |                |          |          |
| 通算                 | オーストリア          | オーストリア   | エアステ     |          |          |                |                |          |          |
| 通算                 | オーストリア          | オーストリア   | レギオナル   |          |          |                |                |          |          |
| 総通算               |                       |                |              |          |          |                |                |          |          |

## 指導歴
- 2004年7月 - 2006年6月  SVグラインシュテッテン 監督[1]
- 2006年7月 - 2007年6月  ASKケーフラッハ (de)  監督[1]
- 2007年12月 - 2009年5月  USVアラーハイリゲン (de)  監督[1]
- 2011年  ラオス代表 コーチ
- 2013年  FC東京 コーチ
- 2014年2月[8] - 2014年6月  セレッソ大阪 ヘッドコーチ
- 2014年11月 - 2015年6月  レアル・サラゴサ コーチ
- 2016年8月 - 2017年6月  ブリーラム・ユナイテッドFC コーチ
- 2017年9月 - 2018年5月  FCプネー・シティ コーチ
- 2018年10月 - 2019年6月  SKNザンクト・ペルテン コーチ
- 2020年 - 2022年  FC町田ゼルビア ヘッドコーチ